# Клавдіо Акілліні
Клавдіо Акілліні (італ. Claudio Achillini; 18 вересня 1574, Болонья — 1 жовтня 1640, Болонья) — італійський філософ, теолог, математик, поет, педагог і юрист XVI—XVII століття з наукової династії Акілліні, представниками якої були Алессандро Акілліні та Джованні Філотео Акілліні (італ. Giovanni Filoteo Achillini).

## Життєпис
Клавдіо Акілліні народився 18 вересня 1574 році в місті Болоньї на півночі Італії (адміністративний центр однойменної провінції).
Після здобуття освіти займався викладацькою діяльністю на кафедрі права в Болонському університеті, університетах Феррари і Парми, що принесло йому гучну популярність. Його авторитет і репутація були такі високі, що ще за життя йому віддавалися почесті, які зазвичай віддають покійним (пам'ятні написи і дошки на стінах навчальних закладів, з якими він був так чи інакше пов'язаний).
Пізніше він супроводжував кардинала Людовізі, що став згодом римським папою під ім'ям Григорія XV, в П'ємонт. Звідси переселився до Франції, де своїми сонетами завоював прихильність короля Людовика XIII і кардинала Рішельє. За канцону, написану на честь появи на світ дофіна, Клавдіо Акілліні був подарований від кардинала Франції золотий ланцюжок вартістю в 1000 крон.
В кінці XIX — початку XX століття Енциклопедичний словник Брокгауза і Єфрона стверджував, що «в своїх віршах („Poesie“, Болонья, 1632,» Rime e Prose «Венеція, 1650) він є наслідувачем Джамбатісто Маріно». З останнім Клавдіо Акілліні пов'язувала не тільки творчість, а й багаторічна дружба.
Клавдіо Акілліні помер 1 жовтня 1640 року в рідному місті.